# Gevangenis van Namen

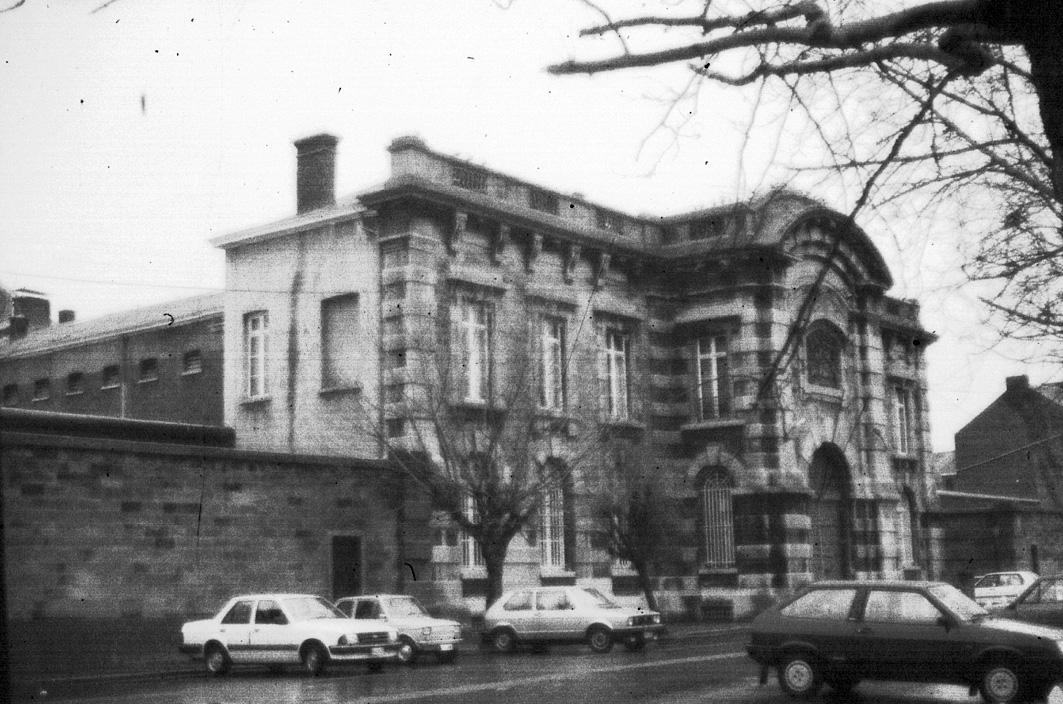
Gevangenis van Namen

De gevangenis in de Belgische stad Namen doet sinds 1874 als arrest- en strafhuis dienst. Ze heeft een stervorm en bestaat uit open afdelingen. Er is ook een psychiatrisch gedeelte en een werkplaats. De totale capaciteit bedraagt 134 plaatsen, waarvan 22 in de psychiatrische afdeling.
De gevangenis ligt in het stadscentrum. Die ligging maakt dat ze bij veroordeelden een populaire inrichting is waar gemakkelijker bezoek dan in de moderne gevangenissen buiten stadscentra kan worden ontvangen.

## Geschiedenis
Edouard Ducpétiaux, de eerste inspecteur-generaal van de gevangenissen in België, stond in voor het ontwerp van de gevangenis van Namen. De inrichting werd in 1876 ingehuldigd en is gebouwd naar het model van een vierpuntige ster. Omheen het centrum dat oorspronkelijk een observatiefunctie had, vertakken zich drie detentievleugels voor mannelijke gedetineerden. Het kwartier voor vrouwelijke gedetineerden bevond zich op twee verdiepingen van de vierde arm, waarvan het gelijkvloers ingenomen werd door de administratieve lokalen en de bezoekzaal. In 1970 werd in het verlengde van vleugel B een psychiatrische afdeling gebouwd. De vrouwelijke gedetineerden werden in de loop van 2010 overgebracht naar andere vrouwenkwartieren om de gevangenis van Jamioulx te ontlasten. Sindsdien bestaat de gevangenisbevolking van Namen uitsluitend uit mannen.
Van 2017 tot 2022 werd de gevangenis gerenoveerd. De eerste fase liep van mei 2017 tot mei 2019 en betrof de vleugels B en D en de tweede fase liep van mei 2022 tot juli 2022 voor de vleugels A en C, de psychiatrische vleugel en het panoptisch centrum.
De gevangenis evolueerde van een cellulair regime dat zich concentreerde op isolering naar een meer gemeenschappelijk regime. Vleugel A is een open vleugel met werkende gedetineerden waarvan de de deuren overdag geopend zijn.